# Marie Courtois
Marie Courtois, född 1655, död 1703 i Paris, var en fransk miniatyrmålare. 
Hon var elev till Charles Le Brun.  Hon är mest känd som moder till porträttmålaren Jean-Marc Nattier. 1675 gifte hon sig med porträttmålaren Marc Nattier (1642 – 1705).